# Sepp Maier
Josef Dieter Maier (n. 28 februarie 1944, Metten, Bavaria, Reich-ul German), cunoscut mai bine ca „Sepp” Maier, este un fost fotbalist german.
Născut în Metten, Bavaria, și-a petrecut întreaga carieră de jucător la FC Bayern München, câștigând Bundesliga de patru ori și Cupa Campionilor Europeni de trei ori la rând. Între 1966 și 1977 a jucat neîntrerupt 422 de meciuri fiind un record nebătut nici astăzi în Germania. A fost votat fotbalistul Germaniei de vest de trei ori (1975, 1977 și 1978). Porecla lui era „Die Katze von Anzing” („pisica din Anzing”) datorită reflexelor sale incredibile.

## Cariera
Maier a jucat la juniorii lui Bayern München începând cu anul 1958. A debutat pentru Bayern în sezonul 1963-1964, când formația bavareză evolua încă în liga secundă din Germania de Vest și evoluat în 4 partide în acel sezon.
În al doilea său sezon la Bayern, a apărat în 24 de partide, devenind titularul postului de portar. În același an, Bayern München promova pe prima scenă a fotbalului german, iar Sepp Maier intra și în atenția echipei naționale de fotbal a Germaniei de Vest. Astfel, în 1966, el a fost selecționat în lotul deplasat de Germania de Vest pentru Campionatul Mondial de Fotbal care a avut loc în Anglia. El nu a evoluat însă, titularul cert fiind Hans Tilkowski. Germania a ajuns până în finală, iar Sepp Maier, făcând parte din lot, a devenit vicecampion mondial, fiindcă Germania a pierdut în finală împotriva Angliei.
Din 1966 și până în 1977, Sepp Maier a reușit un record greu de egalat: a jucat 422 de meciuri consecutive pentru Bayern München, devenind una din legendele clubului bavarez și, în același timp, al primei ligi din Germania, nici un alt fotbalist nereușind până în ziua de astăzi să îi depășească performanța.
În 1967, Sepp Maier s-a calificat, alături de Bayern München, în finala Cupei Cupelor. A reușit să închidă poarta celor de la Bayern, bavarezii câștigând printr-un gol marcat în a doua repriză de prelungiri. Tot în 1967, avea să își adauge în palmares și al doilea trofeu pe plan intern, câștigând pentru a doua oară consecutiv Cupa Germaniei.
Peste două sezoane, mai exact în 1969, a reușit să câștige primul titlu de campion al Germaniei, evoluând, bineînțeles, în toate cele 34 de meciuri ale Bundesligii. Bayern München a reușit să obțină un avantaj confortabil în fața ocupantei locului secund, Alemania Aachen, de 8 puncte (având în vedere că pe atunci se acordau doar două puncte pentru o victorie). Tot în 1969, a câștigat cea de-a treia Cupă a Germaniei din carieră, reușind astfel să câștige eventul.
În anul 1970, Sepp Maier a participat la Campionatul Mondial de Fotbal din Mexic, alături de naționala Germaniei de Vest. Deși a luat 4 goluri în Meciul Secolului, disputat în semifinala cu Italia, el a salvat de multe ori poarta Germaniei și a reușit să obțină locul 3 cu aceasta, lipsind din finala mică.
După ce a mai câștigat o Cupă a Germaniei în 1971, Maier a participat la Campionatul European de Fotbal 1972, câștigând competiția după ce în finală a reușit să păstreze plasa porții nepenetrată de jucătorii Uniunii Sovietice. Germania de Vest a câștigat finala cu 3-0. Tot în 1972, a reușit să devină pentru a doua oară campion al Germaniei.

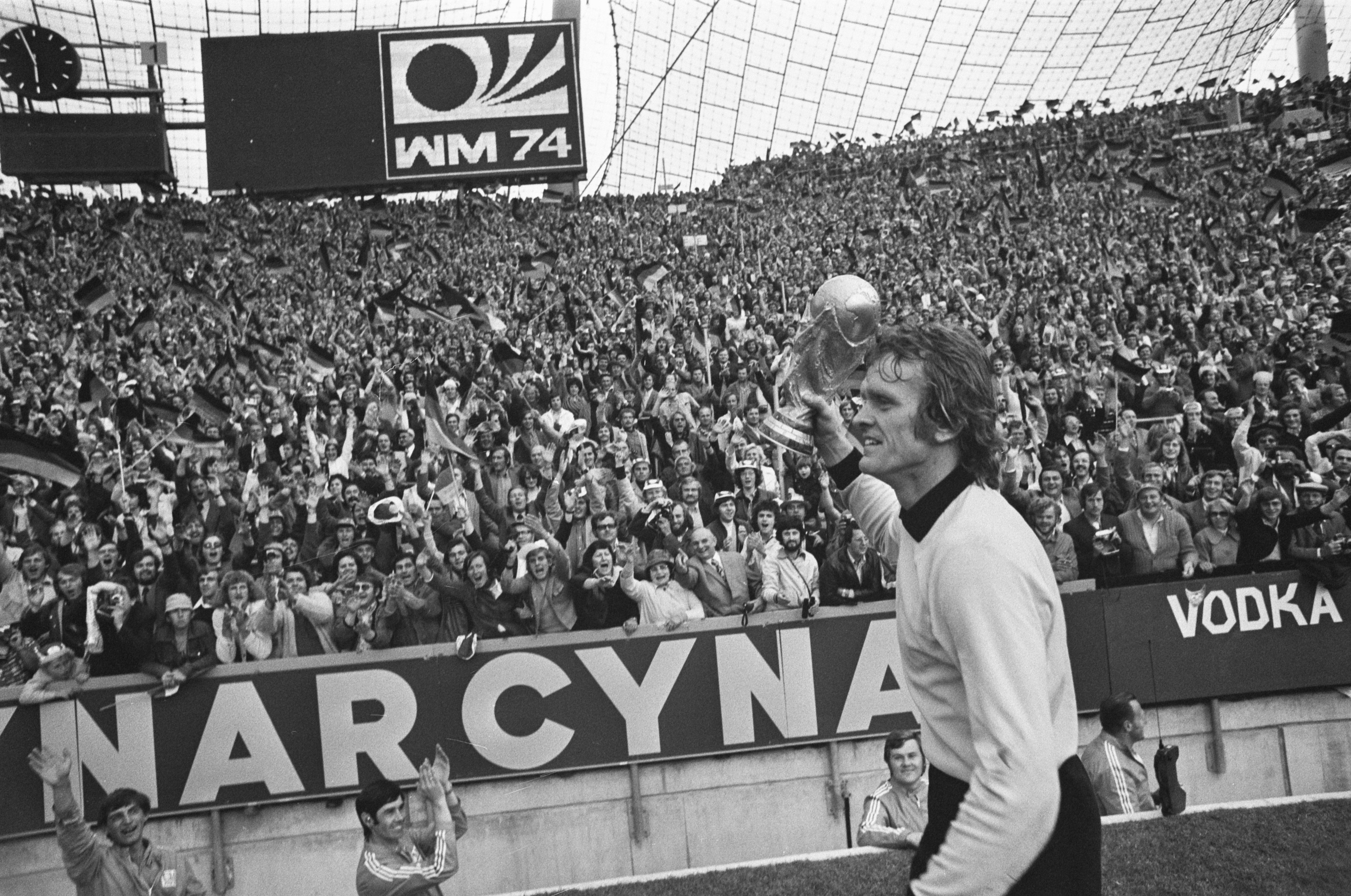
Sepp Maier la Campionatul Mondial din 1974

Din 1973 și până în 1976, Sepp Maier a reușit o serie incredibilă de victorii alături de Bayern München și naționala Germaniei: a reușit să câștige încă două titluri de campion al Germaniei de Vest, a reușit să câștige de trei ori consecutiv Cupa Campionilor Europeni cu Bayern și Cupa Intercontinentală în consecință, în 1976. Însă adevărata victorie a fost în 1974, când Maier a devenit campion mondial, reușind să primească doar patru goluri în meciurile Germaniei de Vest de la acest turneu. În finală, deși învins de Neeskens, după penalty-ul obținut de Johan Cruijff, Maier a reușit câteva parade de efect care au adus al doilea succes al Germaniei la Campionatul Mondial.
Un moment memorabil rămâne însă una dintre ispravele comice realizate de Maier, destul de dese în timpul carierei sale. Într-un meci disputat pe Olympiastadion, Sepp Maier s-a plictisit în poartă, într-un moment în care echipa sa ataca încontinuu. Deoarece în teren a intrat o rață, Sepp nu a ezitat să plonjeze ca un adevărat portar după pasăre, care în cele din urmă avea să scape de „vânător”.
În 1976, calificându-se din nou în finala Campionatului European alături de Germania, a fost învins la penalty-ul decisiv al loteriei loviturilor de departajare de Antonín Panenka. Acesta a executat celebra sa scăriță, lăsându-l mască pe Maier, care sărise în partea stângă. A mai evoluat și la Campionatul Mondial din Argentina, din 1978, iar în 1979 s-a retras din activitatea de fotbalist profesionist după ce a suferit un accident de mașină. A rămas la Bayern în postura de antrenor cu portarii, retrăgându-se din această activitate în 2008.

## Palmares
- Bundesliga: 1969, 1972, 1973, 1974
- DFB-Pokal: 1966, 1967, 1969, 1971
- Cupa Campionilor Europeni: 1974, 1975, 1976
- Cupa Cupelor: 1967
- Cupa Intercontinentală: 1976
- Campion Mondial: 1974
- Campion European: 1972
- Vicecampion Mondial: 1966
- Vicecampion European: 1976
- Jucătorul Anului în Germania: 1975, 1977, 1978